# Гвинтівка Шмідта-Рубіна
Гвинтівки Шмідта-Рубіна — серія службових гвинтівок з прямохідним ковзним затвором швейцарської армії, що перебували на озброєнні з 1889 по 1958 рік. Перша серійна гвинтівка, що використовувала патрон малого калібру з бездимним порохом.

## Історія створення
У 1880-х роках швейцарський фізик Фрідріх-Вільгельм Хеблер проводив дослідження з метою створення ефективної магазинної гвинтівки малого калібру. На той час швейцарська армія використовувала гвинтівку Веттерлі 1869/1881, яка мала калібр 10,4 мм і трубчастий магазин на 11 патронів.
У 1889 році швейцарський конструктор Рудольф Шмідт у співпраці з Едуардом Рубіном створив нову гвинтівку калібру 7,5 мм. Вона використовувала унітарний патрон з бездимним порохом та безфланцевою гільзою. Виробництво гвинтівки було розпочато в 1891 році на заводі Eidgenossische Waffenfabrik у Берні.

## Конструкція
Гвинтівка мала революційний на той час прямохідний поздовжньо-ковзний затвор, що дозволяв швидше перезаряджати зброю порівняно з класичними гвинтівками зі звичайним ковзним затвором. Затвор складався з двох паралельних циліндрів і мав запірний механізм у вигляді поворотної трубки з двома упорами. Він працював за принципом прямого руху вперед-назад без обертання, що робило процес перезаряджання швидшим і зручнішим. Запирання відбувалося в казенній частині ствольної коробки.
Магазин був 12-зарядним, дворядним, із розташуванням патронів в шаховому порядку, що підвищувало щільність вогню. Він заряджався за допомогою обойм по 6 патронів, що скорочувало час перезарядки.
Ствол довжиною 780 мм мав три нарізи з правим кроком 270 мм, які забезпечували високу точність пострілів на великих дистанціях.

## Основні характеристики
- Калібр: 7,5×53,5 мм (GP90 та GP 90/03), 7,5x54,5 (GP90/23), 7,5×55 мм (GP11)[2]
- Довжина: 1302 мм (зі штиком 1600 мм)
- Довжина ствола: 780 мм
- Маса: 4,45 кг (зі штиком 4,63 кг)
- Початкова швидкість кулі: 620 м/с
- Прицільна дальність: до 2000 м
- Магазин: 12-зарядний, дворядний, з розташуванням патронів в шаховому порядку.

## Модифікації
Після випуску базової моделі 1889 року конструкція неодноразово модернізувалася:
- M1889/1896 — вдосконалена версія, що виготовлялася з 1897 по 1912 роки.
- M1889/1900 — скорочена версія для інженерних військ і артилерії.
- M1889/1911 — пристосована під новий патрон GP11.
- M1889/1931 (K31) — наймасовіша модифікація, випущена в кількості 582 230 одиниць.

## Використання
Гвинтівка Schmidt-Rubin M1889 використовувалася швейцарською армією протягом Першої та Другої світових війн у рамках політики збройного нейтралітету. Завдяки високій якості виготовлення більшість екземплярів збереглися в чудовому стані.